# Collegio plurinominale Lombardia - 04
Il collegio elettorale plurinominale Lombardia - 04 è stato un collegio elettorale plurinominale della Repubblica Italiana per l'elezione del Senato tra il 2017 ed il 2022.

## Territorio
Come previsto dalla legge elettorale italiana del 2017, il collegio era stato definito tramite decreto legislativo all'interno della circoscrizione Lombardia.
Il collegio comprendeva la zona definita dai quattro collegi uninominali Lombardia - 01 (Milano - Area statistica 84), Lombardia - 02 (Milano - Area statistica 74), Lombardia - 03 (Milano - Legnano) e Lombardia - 04 (Rozzano).

## Dati elettorali

### XVIII legislatura
Come previsto dalla legge elettorale, 193 senatori erano eletti in 33 collegi plurinominali con ripartizione proporzionale a livello regionale tra le coalizioni e le singole liste che avessero superato la soglia di sbarramento stabilita.
Nel collegio venivano eletti 10 senatori.
| Liste          | Liste                                       | Proporzionale | Proporzionale | Proporzionale | Maggioritario | Maggioritario | Maggioritario |  |
| Liste          | Liste                                       | Voti          | %             | Seggi         | Voti          | %             | Seggi         |  |
| -------------- | ------------------------------------------- | ------------- | ------------- | ------------- | ------------- | ------------- | ------------- |  |
|                | Lega                                        | 230 640       | 20,98         | –             | 445 507       | 40,53         | 3             |  |
|                | Forza Italia                                | 158 991       | 14,46         | 1             | 445 507       | 40,53         | 3             |  |
|                | Fratelli d'Italia                           | 43 968        | 4,00          | –             | 445 507       | 40,53         | 3             |  |
|                | Noi con l'Italia – UDC                      | 11 908        | 1,08          | –             | 445 507       | 40,53         | 3             |  |
|                | Partito Democratico                         | 268 668       | 24,44         | 2             | 341 678       | 31,08         | 1             |  |
|                | +Europa                                     | 61 399        | 5,59          | –             | 341 678       | 31,08         | 1             |  |
|                | Italia Europa Insieme                       | 7 024         | 0,64          | –             | 341 678       | 31,08         | 1             |  |
|                | Civica Popolare                             | 4 587         | 0,42          | –             | 341 678       | 31,08         | 1             |  |
|                | Movimento 5 Stelle                          | 234 947       | 21,37         | 2             | 234 947       | 21,37         | –             |  |
|                | Liberi e Uguali                             | 41 358        | 3,76          | 1             | 41 358        | 3,76          | –             |  |
|                | Potere al Popolo!                           | 12 502        | 1,14          | –             | 12 502        | 1,14          | –             |  |
|                | CasaPound                                   | 8 620         | 0,78          | –             | 8 620         | 0,78          | –             |  |
|                | Italia agli Italiani (FN - MSFT)            | 6 118         | 0,56          | –             | 6 118         | 0,56          | –             |  |
|                | Il Popolo della Famiglia                    | 4 935         | 0,45          | –             | 4 935         | 0,45          | –             |  |
|                | Per una Sinistra Rivoluzionaria (PCL - SCR) | 2 391         | 0,22          | –             | 2 391         | 0,22          | –             |  |
|                | Partito Repubblicano Italiano – ALA         | 1 195         | 0,11          | –             | 1 195         | 0,11          | –             |  |
| Totale         | Totale                                      | 1 099 251     | 100           | 6             | 1 099 251     | 100           | 4             |  |
|                |                                             |               |               |               |               |               |               |  |
| Schede bianche | Schede bianche                              | 11 121        | 0,99          |               |               |               |               |  |
| Schede nulle   | Schede nulle                                | 17 963        | 1,59          |               |               |               |               |  |
| Votanti        | Votanti                                     | 1 128 335     | 74,96         |               |               |               |               |  |
| Elettori       | Elettori                                    | 1 505 201     |               |               |               |               |               |  |

## Eletti

### Eletti maggioritario
Eletti nella coalizione di centro-destra (Lega - FI - FdI - NcI-UDC)
     Eletti nella coalizione di centro-sinistra (PD-+EUR-CP-Insieme)
| Collegio uninominale | Eletto | Eletto               | Partito |
| -------------------- | ------ | -------------------- | ------- |
| 1. Milano Centro     |        | Tommaso Cerno        | PD      |
| 2. Milano Rogoredo   |        | Maria Cristina Cantù | Lega    |
| 3. Milano-Legnano    |        | Salvatore Sciascia   | FI      |
| 4. Rozzano           |        | Ignazio La Russa     | FdI     |

### Eletti proporzionale
| Movimento 5 Stelle            | Partito Democratico                 | Forza Italia     | Liberi e Uguali    |
| ----------------------------- | ----------------------------------- | ---------------- | ------------------ |
|                               |                                     |                  |                    |
| Simona Nocerino Daniele Pesco | Tommaso Nannicini Eugenio Comincini | Giacomo Caliendo | Francesco Laforgia |

1. ↑  In data 22.06.2022 aderisce al gruppo misto, non iscritti; in data 29.06.2022 al gruppo Insieme per il futuro - Centro Democratico.
2. ↑  In data 17.09.2019 aderisce al gruppo Italia Viva-P.S.I.; in data 22.03.2021 torna nel Partito Democratico.